# Versuchsseilbahn Batschuns

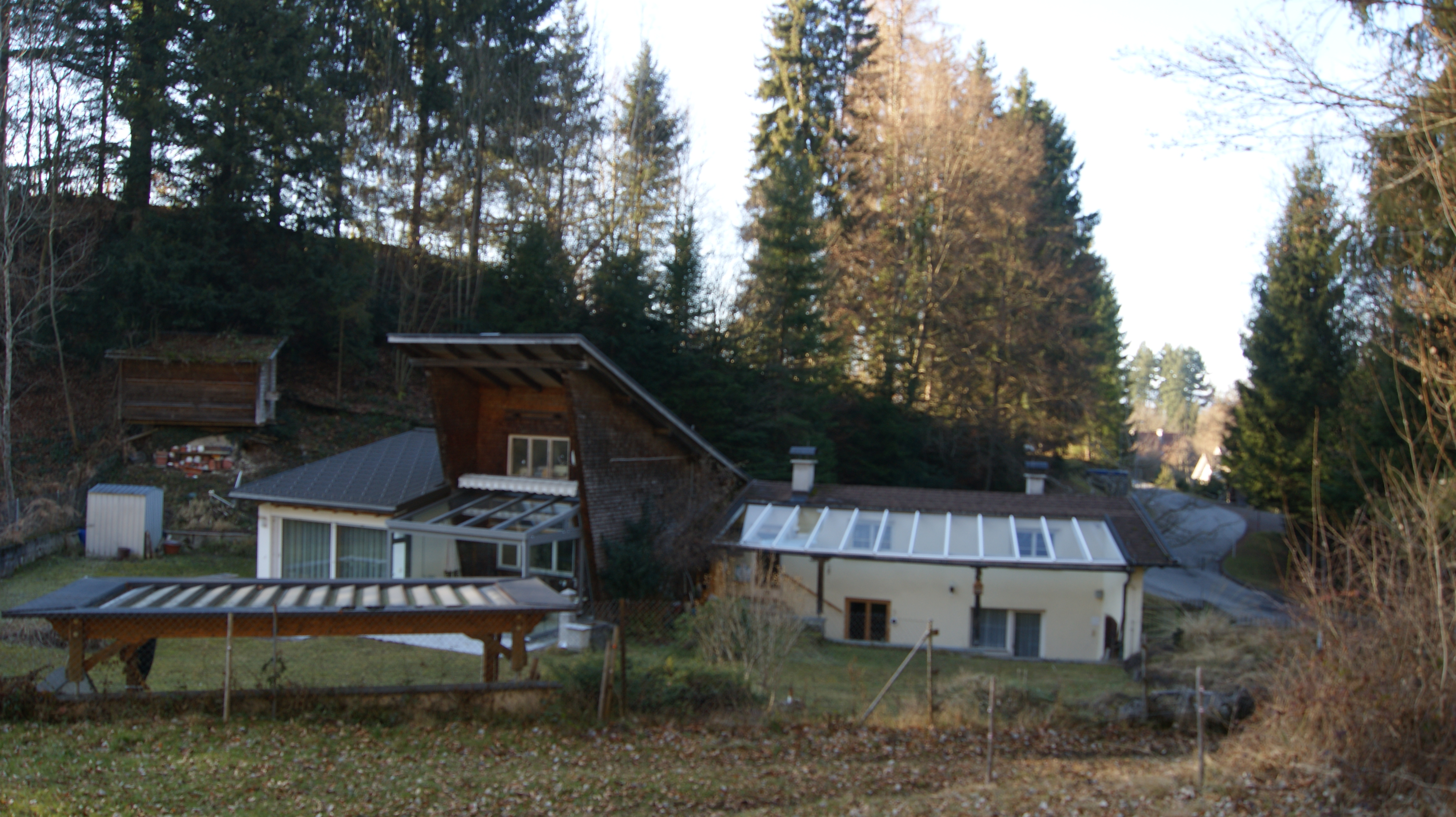
Talstation der ehemaligen Versuchsseilbahn in Batschuns.

Die Versuchsseilbahn Batschuns war eine Luftseilbahn (Pendelseilbahn) in Batschuns, einem Ortsteil von Zwischenwasser im österreichischen Bundesland Vorarlberg.
Die Seilbahn verband eine Talstation auf 683 m ü. A. mit der Bergstation in 825 m ü. A. Die Anlage befand sich im Eigentum von Karl Peter (1917–2005).

## Geschichte

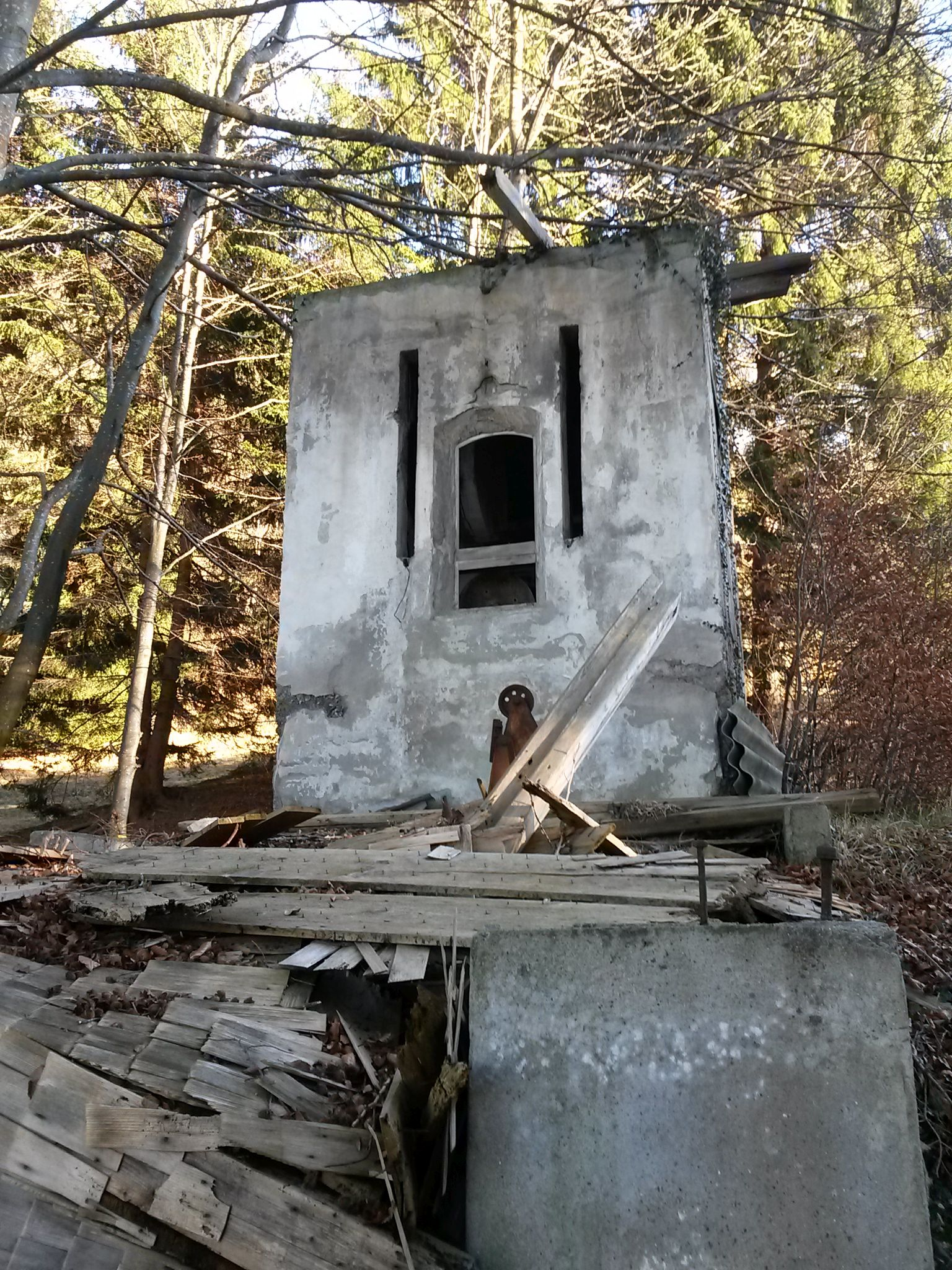
Bergstation

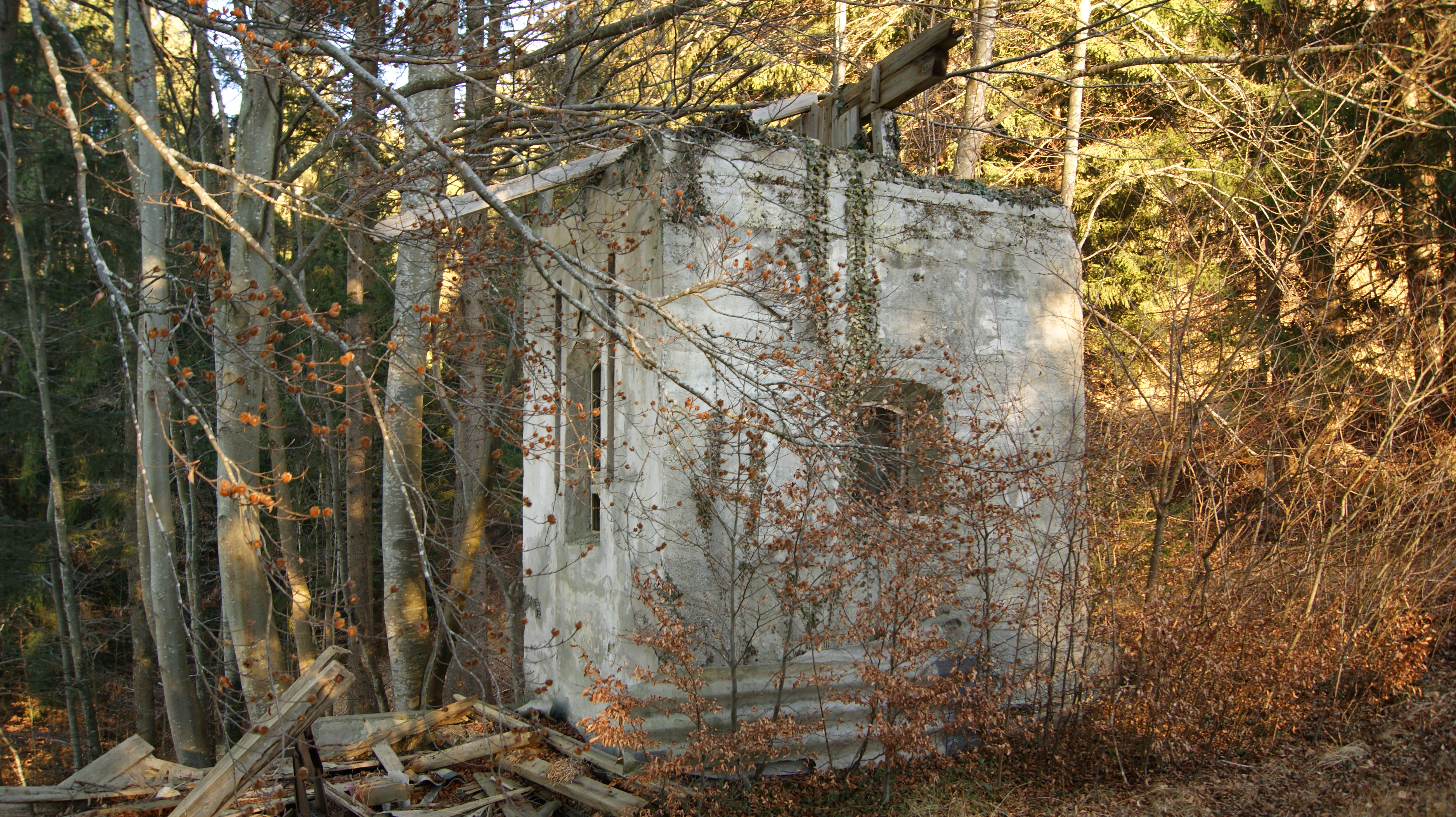
Bergstation der ehemaligen Versuchsseilbahn in Batschuns

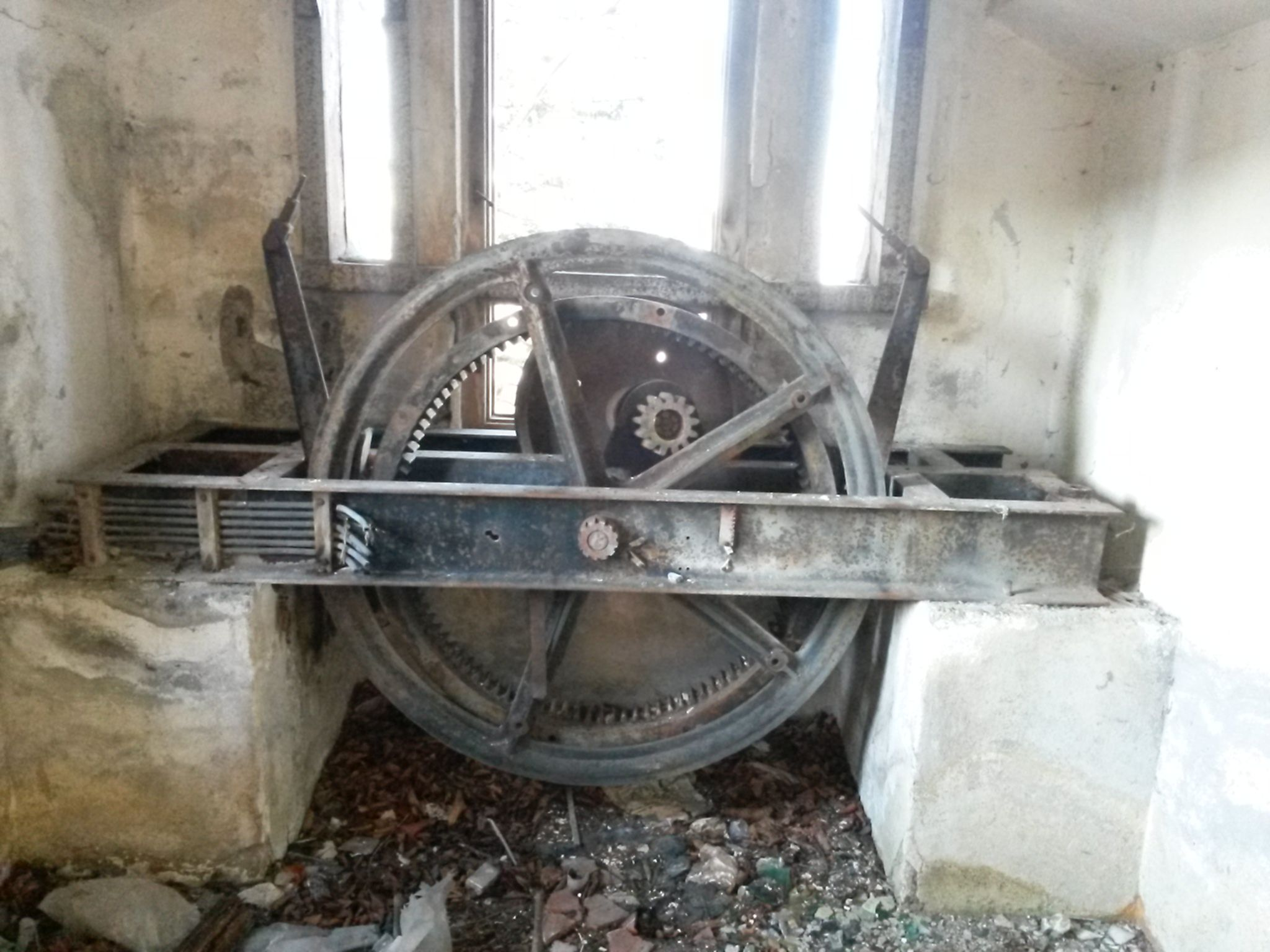
Umlenkscheibe in der Bergstation

1947 wurde von Karl Peter auf eigene Kosten eine Versuchsbahn (Pendelseilbahn) in seinem Wohnort vom Ortsteil Batschuns zum Ortsteil Suldis errichtet, um den Nachweis zu erbringen, dass eine Pendelseilbahn vollautomatisch, weitgehend ohne Personal, betrieben werden kann. Die Baugenehmigung hierfür wurde 1946 von der Bezirkshauptmannschaft Feldkirch erteilt und die fertige Anlage positiv abgenommen. Er erhielt durch den damaligen zuständigen Minister Karl Waldbrunner (1906–1980) daraufhin die erste solche Genehmigung zum Bau vollautomatischer Seilbahnen in Österreich. Der erste Auftrag zur praktischen Umsetzung dieses Konzeptes im realen Personenverkehr wurde von ihm mit dem Projekt der Bergbahn Lech–Oberlech verwirklicht. Weitere Anlagen nach diesem Konzept (alle noch in Betrieb): Luftseilbahn Brusino Arsizio–Serpiano, Härmelekopfbahn (umgebaut), Graseckbahn (original erhalten). Die Seefelder Jochbahn wurde, nachdem sie bereits umgebaut worden war, 2018 außer Betrieb genommen und durch eine neue Pendelbahn der Firma Steurer ersetzt.
Die Seilbahnanlage in Batschuns neben dem Schulertobel wurde nicht für den öffentlichen Personenverkehr genutzt. Von Karl Peter wurde ein öffentlicher Verkehr in Verbindung mit einer Verlängerung der Pendelbahn zum Ortsteil Furx angedacht (etwa Verdreifachung der Anlagenlänge); dies kam jedoch nicht zur Ausführung, da der Ortsteil von der Gemeinde mit einer Straße erschlossen wurde. Die Versuchsanlage wurde 1962/1963 abgebrochen.
Die Talstation (nunmehr Wohnhaus der Familie Peter) ist sehr gut erhalten, jedoch wurden inzwischen die meisten seilbahntechnischen Teile entfernt und der Spannschacht zu einem Keller umgebaut. Die Bergstation in Suldis ist inzwischen eine Ruine. Es befinden sich noch einige seilbahntechnische Teile darin, wie z. B. die Umlenkscheibe samt Bremsgestänge, die Tragseilpoller zur Verankerung der Tragseile, im Einfahrtsbereich eines der beiden Laufwerke der Pendelbahn. Die Kabinen sind beide nicht mehr erhalten.

### Technische Daten
- Ausrichtung der Anlage: weitgehend von Nordwest (Talstation) nach Südost (Bergstation)
- Seilhöhe in der Talstation: 683 m
- Seilhöhe in der Bergstation: 825 m
- Höhenunterschied: 142 m
- Bahnlänge (waagrechte Länge): ca. 450 m
- Betriebslänge (schräge Länge): ca. 472 m
- mittlere Neigung: ca. 32 %
- Stützen: 1 (etwa in der Hälfte der Strecke)
- Tragseildurchmesser: ca. 16 mm
- Zugseildurchmesser: ca. 11 mm
- Gegenseildurchmesser: ca. 9 mm
- Fahrbetriebsmittel: 2
- Antrieb: Talstation, elektrisch

Die Versorgung der Bergstation mit elektrischer Energie sowie die Übertragung der Signale erfolgte über eine Freileitung.